# Кио, Ричард
Ричард Джон Кио (англ. Richard John Keogh; род. 11 августа 1986, Харлоу, Эссекс) — ирландский футболист английского происхождения, защитник. Выступал за национальную сборную Ирландии.

## Клубная карьера
Воспитанник футбольной школы клуба «Сток Сити», где в 2004 году вызывался в основную команду, но не провёл ни одного официального матча за клуб.
В июне 2004 года вместе с Джермейном Палмером был отдан в аренду в исландский клуб «Викингур» (Рейкьявик), где принял участие в 9 из 18 возможных матчей.
В 2005 году Кио подписал контракт с «Бристоль Сити». Дебют за новый клуб состоялся 3 сентября в матче против «Колчестер Юнайтед». 9 ноября того же года был отдан в аренду в «Уиком Уондерерс». Через три дня он дебютировал в матче против «Дарлингтон» (в том же матче он забил гол в свои ворота. 10 декабря Ричард вернулся в «Уондерерс». 31 августа 2007 года он был отдан в аренду в «Хаддерсфилд Таун», где пробыл до 29 октября. 21 ноября на 6 недель был отдан в аренду в «Карлайл Юнайтед». 11 марта 2008 года в очередной раз был отдан в аренду — в «Челтнем Таун», где играл до конца сезона.
20 августа 2006 года Кио подписал двухлетний контракт с «Карлайл Юнайтед». Дебют состоялся 23 августа в матче против «Лейтон Ориент».
28 июня 2010 было анонсировано, что Ричард подписал трёхлетний контракт с «Ковентри Сити» (официальный трансфер состоялся 1 июля). Летом 2012 года Кио покинул клуб.
19 июля 2012 Кио подписал трёхлетний контракт с «Дерби Каунти». Днём позже Ричард был назначен новым капитаном команды, заменив на этом посту Джейсона Шэкелла. В сентябре 2014 году был подписан новый контракт на 3 года.
7 августа 2020 года в качестве свободного агента присоединился к клубу «Милтон-Кинс Донс». 26 сентября дебютировал в матче против «Кру Александра».
19 января 2021 года стал игроком клуба «Хаддерсфилд Таун», подписав контракт до конца сезона 2020/21.
17 июля 2021 года на правах свободного агента подписал однолетний контракт с клубом «Блэкпул».
10 августа 2022 года подписал однолетний контракт с клубом «Ипсвич Таун».
4 июля 2023 года присоединился к клубу «Уиком Уондерерс».
9 февраля 2024 года присоединился к клубу «Форест Грин Роверс», где завершил карьеру футболиста

## Карьера за сборную
Дебют за национальную сборную Ирландии состоялся 6 февраля 2013 года в товарищеском матче против сборной Польши (2-0). Включен в состав сборной на чемпионат Европы 2016 во Франции. В настоящее время Кио провёл за сборную 12 матчей и забил 1 гол.

### Гол за сборную
| Дата        | Место         | Соперник | Счёт | Результат | Турнир            |
| ----------- | ------------- | -------- | ---- | --------- | ----------------- |
| 2 июня 2013 | Авива, Дублин | Грузия   | 1-0  | 4-0       | Товарищеский матч |

## Достижения

### Бристоль Сити
- Вице-чемпион Первой лиги Англииː 2006/07